# Лесное (Вологодская область)
Лесное — посёлок в Череповецком районе Вологодской области.
Входит в состав Югского сельского поселения (с 1 января 2006 года по 8 апреля 2009 года входил в Домозеровское сельское поселение), с точки зрения административно-территориального деления — в Домозеровский сельсовет.
Расстояние по автодороге до районного центра Череповца — 3 км, до центра муниципального образования Нового Домозерова — 25 км. Ближайшие населённые пункты — Городище, Череповец, Ясная Поляна.
По переписи 2002 года население — 78 человек (44 мужчины, 34 женщины). Преобладающая национальность — русские (99 %).